# Psyllaephagus iwayaensis
Psyllaephagus iwayaensis is een vliesvleugelig insect uit de familie Encyrtidae. De wetenschappelijke naam is voor het eerst geldig gepubliceerd in 1928 door Ishii.